# Lubomír Petruš
Lubomír Petruš (Vrbno Pod Pradedem, 17 juli 1990) is een Tsjechisch veldrijder. Hij werd in 2009 opgenomen in het team BKCP-Powerplus. In 2007 werd hij in het Zwitserse Hittnau Europees kampioen veldrijden bij de junioren.

## Palmares

### Cross
| Seizoen   | Wereldbeker | Superprestige | Bpost trofee | WK  | TK  | Overige | Totaal aantal zeges |
| --------- | ----------- | ------------- | ------------ | --- | --- | ------- | ------------------- |
| 2011-2012 |             |               |              | ND  | 21e |         | 0                   |
| 2012-2013 |             |               |              | ND  | 4e  |         | 0                   |
| 2013-2014 |             |               |              | 36e | 6e  |         | 0                   |
| 2014-2015 |             |               |              |     | 5e  |         | 0                   |

### Weg
2012
- Bierbeek
- 2e etappe Ronde van Luik

Aernouts · Albert · Bosmans · Denolf · Jouffroy · Leemans · Petruš · Šimůnek · Van den Abeele · Vanthourenhout · Walsleben
Aernouts · Albert · Bosmans · Cant · Denolf · Franzoi · Huenders · Jouffroy · Leemans · Petruš · Šimůnek · Van den Abeelde · van der Poel · Vanthourenhout · Vermeersch · Walsleben
Adams · Albert · Bosmans · Meisen · Petruš · Šimůnek · van der Poel · D.Vanthourenhout · M.Vanthourenhout · Vermeersch · Walsleben
Adams · Albert · Bosmans · Hoeyberghs · Jauregui · Meisen · Petruš · van der Poel · D.Vanthourenhout · M.Vanthourenhout · Vermeersch · Walsleben
Albert · Baestaens · Bosmans · Hoeyberghs · Petruš · Ťoupalík · D. van der Poel · M. van der Poel · Walsleben · Wouters
Benoist · De Bondt · del Carmen Alvarado · De Tier · Eibl · Fagerhaug · Gaze · Hansen · Jans · Janssens · Krieger · Leysen · Meisen · Merlier · Modolo · Pieterse · Richardson · Rickaert · Riesebeek · Rouiller · Sbaragli · Sweeck · Thwaites · Tullet · Vakoč · D. van der Poel · M. van der Poel · Vergaerde · Vermeersch · Vervaeke · Walsleben ·  · Cortjens (stagiair) · Hendrikx (stagiair) · Kielich (stagiair) · Petruš (stagiair) · Vandeputte (stagiair)